# Lifes Rich Pageant
Lifes Rich Pageant és el quart àlbum d'estudi de la banda estatunidenca R.E.M.. Es va publicar el 28 de juliol de 1986 per I.R.S. Records amb la producció de Don Gehman. Fou l'únic treball de R.E.M. amb la producció de Gehman, però els va conduir de l'atmosfera obscura i densa inicial a una musicalitat més accessible, amb influència del rock dur.

## Producció
El títol de l'àlbum està basat en un idiotisme idiomàtic anglès que van extreure de la pel·lícula A Shot in the Dark (1964). La portada de l'àlbum és una fotografia realitzada per Bill Berry en la part superior i la imatge de dos bisons en la part inferior, que fa referència a Buffalo Bill.
El nombre de seguidors de la banda seguia creixent i Lifes Rich Pageant va esdevenir el més reeixit comercialment als Estats Units. El disc va arribar al número 21 de la llista estatunidenca i fou el primer de R.E.M. en ser certificat com a disc d'or.

## Llista de cançons
Totes les cançons foren escrites i compostes per Bill Berry, Peter Buck, Mike Mills i Michael Stipe. 
| 1.            | «Begin the Begin»       | 3:28  |
| 2.            | «These Days»            | 3:24  |
| 3.            | «Fall on Me»            | 2:50  |
| 4.            | «Cuyahoga»              | 4:19  |
| 5.            | «Hyena»                 | 2:50  |
| 6.            | «Underneath the Bunker» | 1:25  |
| Durada total: | Durada total:           | 18:16 |

| 1.            | «The Flowers of Guatemala» |                               | 3:55  |
| 2.            | «I Believe»                |                               | 3:49  |
| 3.            | «What If We Give It Away?» |                               | 3:33  |
| 4.            | «Just a Touch»             |                               | 3:00  |
| 5.            | «Swan Swan H»              |                               | 2:42  |
| 6.            | «Superman»                 | Mitchell Bottler, Gary Zekley | 2:52  |
| Durada total: | Durada total:              | Durada total:                 | 19:51 |

| 13. | «Tired of Singing Trouble»                                              |                           | 0:59 |
| 14. | «Rotary Ten» (cara-B del senzill 7" «Fall on Me»)                       |                           | 1:58 |
| 15. | «Toys in the Attic» (cara-B del senzill 12" «Fall on Me»)               | Steven Tyler, Joe Perry   | 2:26 |
| 16. | «Just a Touch» (directe a l'estudi)                                     |                           | 2:38 |
| 17. | «Dream (All I Have to Do)» (banda sonora de Athens, GA: Inside Out)     | Felice i Boudleaux Bryant | 2:38 |
| 18. | «Swan Swan H» (versió acústica, banda sonora de Athens, GA: Inside Out) |                           | 2:41 |

| 1.            | «Fall on Me»                                         | 2:50  |
| 2.            | «Hyena»                                              | 2:50  |
| 3.            | «March Song» ("King of Birds" demo)                  | 3:46  |
| 4.            | «These Days»                                         | 3:36  |
| 5.            | «Bad Day»                                            | 3:26  |
| 6.            | «Salsa» (Underneath the Bunker" demo)                | 1:32  |
| 7.            | «Swan Swan H»                                        | 2:39  |
| 8.            | «The Flowers of Guatemala»                           | 3:29  |
| 9.            | «Begin the Begin»                                    | 3:44  |
| 10.           | «Cuyahoga»                                           | 4:33  |
| 11.           | «I Believe»                                          | 3:37  |
| 12.           | «Out of Tune»                                        | 0:34  |
| 13.           | «Jazz» ("Rotary Ten" demo)                           | 1:13  |
| 14.           | «Two Steps Onward»                                   | 4:24  |
| 15.           | «Just a Touch»                                       | 2:31  |
| 16.           | «Mystery to Me»                                      | 2:07  |
| 17.           | «Wait»                                               | 2:10  |
| 18.           | «All the Right Friends»                              | 3:40  |
| 19.           | «Get On Their Way» ("What If We Give It Away?" demo) | 3:17  |
| Durada total: | Durada total:                                        | 54:58 |

## Posició en llistes
| Llista (1986)   | Posició | Certificacions |
| --------------- | ------- | -------------- |
| Billboard 200   | 21      | Disc d'or      |
| UK Albums Chart | 43      |                |

## Crèdits
R.E.M.
- Bill Berry – bateria, veus addicionals
- Peter Buck – guitarra, banjo
- Mike Mills – baix, veus addicionals, piano, harmonium, cantant a «Superman»
- Michael Stipe – cantant, veus addicionals a «Superman»

Producció
- M. Bird – il·lustracions
- Jim Dineen – enginyeria
- Gregg Edward – mescles
- Rick Fetig – enginyeria
- Don Gehman – producció, mescles
- Ross Hogarth – enginyeria
- Stan Katayama – enginyeria
- Bob Ludwig – masterització
- Sandra Lee Phipps – fotografies
- Juanita Rogers – pintura contraportada
- R.O. Scarelli – packaging
- B. Slay – il·lustracions